# 沙流郡
- 令制国一覧 > 北海道 (令制) > 日高国 > 沙流郡
- 日本 > 北海道 > 日高振興局 > 沙流郡

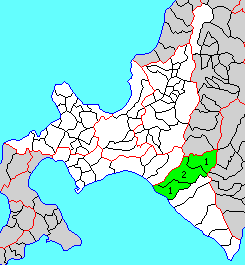
北海道沙流郡の位置（1.日高町 2.平取町）

沙流郡（さるぐん）は、北海道（日高国）日高振興局の郡。
人口15,277人、面積1,735.16km²、人口密度8.8人/km²。（2025年6月30日、住民基本台帳人口）
以下の2町を含む。
- 日高町（ひだかちょう）
- 平取町（びらとりちょう）

## 郡域
1879年（明治12年）に行政区画として発足して以来、郡域は上記2町のまま変更されていない。

## 歴史

### 郡発足までの沿革
江戸時代の沙流郡域には、松前藩によってサル場所が開かれていた。陸上交通は、渡島国の箱館から道東や千島国方面に至る道（国道235号の前身）が通じ、海上交通は門別に北前船が寄航することもあった。寛政10年ころ、幕府巡検使近藤重蔵によって義経神社が創祀される。
江戸時代後期、沙流郡域は東蝦夷地に属していた。国防のため寛政11年沙流郡域は天領とされたが、文政4年には一旦松前藩領に復したものの、安政2年再び天領となり仙台藩が警固を担当した。戊辰戦争（箱館戦争）終結直後の1869年、大宝律令の国郡里制を踏襲して沙流郡が置かれた。

### 郡発足以降の沿革
- 明治2年

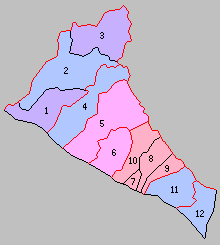
北海道一・二級町村制施行時の沙流郡の町村（1.門別村 2.平取村 3.右左府村 紫：日高町 青：区域が発足時と同じ町村）

  - 8月15日（1869年9月20日） - 北海道で国郡里制が施行され、日高国および沙流郡が設置される。開拓使が管轄。
  - 11月24日（1869年12月26日） - 南西部が彦根藩、残部が仙台藩の領地となる（北海道の分領支配）。
- 明治4年8月20日（1871年10月4日） - 廃藩置県により再び開拓使の管轄となる。
- 明治5年
  - 4月9日（1872年5月15日） - 全国一律に戸長・副戸長を設置（大区小区制）。
  - 10月10日（1872年11月10日） - 4月に設置された区を大区と改称し、その下に旧来の町村をいくつかまとめて小区を設置（大区小区制）。
- 明治9年（1876年）9月 - 従来開拓使において随意定めた大小区画を廃し、新たに全道を30の大区に分ち、大区の下に166の小区を設けた。

- 第22大区
  - 1小区 ： 佐瑠太村、富仁家村、平賀村、紫雲古津村、荷菜村、平取村
  - 2小区 ： 二風谷村、荷負村、長知内村、幌去村、貫気別村
  - 3小区 ： 門別村、荷菜摘村、波恵村、慶能舞村、賀張村、厚別村、菜実村

- 明治12年（1879年）7月23日 - 郡区町村編制法の北海道での施行により、行政区画としての沙流郡が発足。
- 明治13年（1880年）3月 - 勇払郡外四郡役所（勇払白老千歳沙流新冠静内郡役所）の管轄となる。
- 明治15年（1882年）2月8日 - 廃使置県により札幌県の管轄となる。
- 明治19年（1886年）1月26日 - 廃県置庁により北海道庁札幌本庁の管轄となる。
- 明治20年（1888年）6月 - 浦河郡外六郡役所（浦河三石様似幌泉沙流新冠静内郡役所）の管轄となる。
- 明治30年（ 1897年）11月5日 - 郡役所が廃止され、浦河支庁の管轄となる。
- 明治42年（1909年）4月1日 - 北海道二級町村制の施行により、門別村、佐瑠太村、平賀村、富仁家村、波恵村、慶能舞村、賀張村、厚別村、菜実村の区域をもって門別村（二級村）が発足。（1村）
- 大正8年（1919年） - 幌去村から右左府村が分離して成立。
- 大正12年（1923年）4月1日 - 北海道二級町村制施行に伴い、以下の町村が発足。（3村）
  - 右左府村（二級村、単独村制、現・日高町）
  - 平取村（二級村） ← 平取村、紫雲古津村、荷菜村、二風谷村、荷負村、長知内村、幌去村、貫気別村、荷菜摘村（現・平取町）
- 昭和4年（1929年）4月1日 - 門別村が北海道一級町村制を施行。
- 昭和7年（1932年）8月15日 - 浦河支庁が改称して日高支庁となる。
- 昭和18年（1943年）
  - 4月29日 - 右左府村が改称して日高村となる。
  - 6月1日 - 北海道一・二級町村制が廃止され、北海道で町村制を施行。二級町村は指定町村となる。
- 昭和21年（1946年）10月5日 - 指定町村を廃止。
- 昭和22年（1947年）5月3日 - 地方自治法の施行により北海道日高支庁の管轄となる。
- 昭和27年（1952年）4月1日 - 門別村が町制施行して門別町となる。（1町2村）
- 昭和29年（1954年）11月1日 - 平取村が町制施行して平取町となる。（2町1村）
- 昭和37年（1962年）11月1日 - 日高村が町制施行して日高町となる。（3町）
- 平成18年（2006年）3月1日 - 門別町・日高町が合併し、改めて日高町が発足。（2町）
- 平成22年（2010年）4月1日 - 日高支庁が廃止され、日高振興局の管轄となる。